# Гендиадис
Гендиадис (от др.-греч. ἓν διὰ δυοῖν (hen dia dyoin) — «одно через два») — фигура речи, выражающая одно понятие двумя лексическими единицами, например: «кричать и плакать», «жадина-говядина».
Компоненты гендиадиса отличаются грамматической однородностью, однако их смысловая нагрузка может быть различна. Зачастую гендиадис выступает как основа для тропов (в частности, плеоназма), нередко благодаря использованию аллитерации и других приёмов звукописи. Например, на гендиадисе построена литота «девочка-дюймовочка». Гендиадисом является также выражение «гуси-лебеди», вероятно, имеющее мифологические корни.
Ритмическая организация гендиадиса делает его неотъемлемой частью сказительства и литературного поэтического творчества.

## Термин и значения
Гендиадис рассматривается в филологии в двух значениях.
Фигура речи, в которой существительное употребляется вместо существительного и прилагательного («Рим силен отвагой и мужами» вместо «отважными мужами») или сложные прилагательные разделяются на исходные компоненты: «тоска дорожная, железная» (слово «железнодорожный»; А. Блок, «На железной дороге»). Это «фигура тождества» (ср. также пример «Эти стаи, эти птицы» вместо «эти птичьи стаи»).
В научном обиходе гендиадис утверждается как способ словообразования, в котором второй компонент представляет собой фонетическое видоизменение первого, своеобразный «прицеп» к слову, повторяющий его с изменением начального звука или группы начальных звуков («фокус-покус», «страсти-мордасти», «трава-мурава», «чудо-юдо», «коза-дереза»). В англоязычной литературе для этого применяют термин «shm-added repeat» («fancy-shmancy»). См. также: Шм-редупликация.
Многие слова-гендиадисы стали уже идиоматическими (узуальными, общепринятыми) и они имеют различные грамматические характеристики: шурум-бурум — существительное со склоняемым вторым компонентом; трали-вали — междометие; обе части фигли-мигли склоняются как существительное, аналогичное существительное множественного числа тары-бары-растабары не склоняется. Аналогичных глагольных гендиадисов ученые не выделяют.